# بيدران كهنة (حومة بم)
بيدران كهنة (بالفارسية: بیدران کهنه) هي قرية تقع في إيران في منطقة مركزية ريفية. يقدر عدد سكانها بـ 495 نسمة بحسب إحصاء 2016.